# 新別列濟奇
51°42′7″N 25°24′53″E / 51.70194°N 25.41472°E
新別列濟奇（烏克蘭語：Нові Березичі），是烏克蘭的村落，位於該國西部沃倫州，由卡明-卡希尔斯基区負責管轄，始建於1916年，面積1.29平方公里，海拔高度147米，2022年人口200，人口密度每平方公里179.98人。